# La Chanson du maçon (téléfilm)
Pour la chanson d'Henri Betti et Maurice Vandair, voir La Chanson du maçon (chanson).
Pour plus de détails, voir Fiche technique et Distribution.
La Chanson du maçon est un téléfilm français réalisé par Nina Companeez, diffusé le 17 juin 2002 sur France 2.

## Synopsis
Une jeune femme est attirée par un jeune maçon, rejeté dans un premier temps, faute d'un niveau social suffisant.

## Fiche technique
- Réalisateur : Nina Companeez
- Scénario : Nina Companeez
- Photographie : Éric Weber
- Musique : Bruno Bontempelli
- Montage : Michèle Hollander
- Durée : 90 minutes
- Producteur : Alain Bessaudou et Mag Bodard
- Dates de première diffusion : 17 juin 2002

## Distribution
- Jean-Pierre Cassel
- Michel Duchaussoy
- Jacques Sereys
- Valentine Varela
- Éric Ruf
- Françoise Fabian
- Michel Fortin
- Raphaëline Goupilleau
- Monique Mauclair
- Jean-Pierre Jacovella
- Mony Dalmès
- Allen Hoist
- Valérie Franco
- Natacha Gérardin
- Isabelle Zanotti
- Dimitri Michelsen

## Lieux de tournage
- Grisy-les-Plâtres

## Anecdote
Le titre du téléfilm reprend volontairement celui de La Chanson du maçon qui a été écrite en 1941 par Henri Betti (musique) et Maurice Vandair (paroles) et interprétée par Maurice Chevalier. Dans le téléfilm, elle est chantée par Jacques Sereys.